# Dolina Tamar

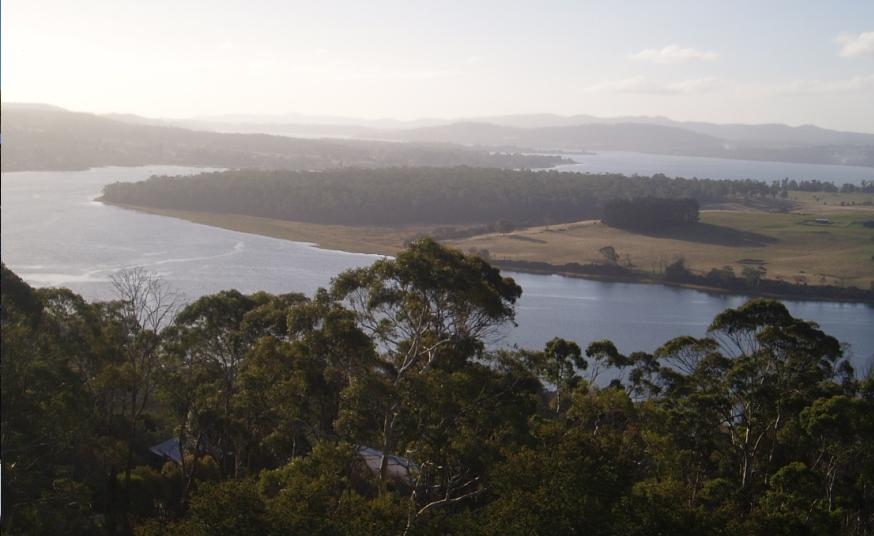
Rzeka Tamar

Dolina Tamar – dolina położona w północnej Tasmanii, przepływa przez nią rzeka Tamar. W dolinie położone jest miasto Launceston. Zlokalizowanych jest tu ponad 20 winnic, w których uprawiane są głównie winogrona odmian pinot noir i chardonnay.